# Wu-chu
Wu-chu (čínsky pchin-jinem Wúhú, znaky zjednodušené 芜湖, tradiční 蕪湖, doslova „Zarostlé jezero“) je městská prefektura v jihovýchodní části provincie An-chuej Čínské lidové republiky, leží na pravém (jižním) břehu řeky Jang-c’-ťiang. K roku 2020 zde na šesti tisících kilometrech čtverečných žilo přes tři a půl milionu obyvatel.

## Historie
Existence Wu-chu je doložena už 700 př. n. l. V období tří říší se město nazývalo Čchiou-cu, náleželo státu Východní Wu a mělo velký strategický význam. V mingské Číně se rozvinulo ve velké obchodní středisko a říční přístav, od těch dob je známo jako středisko obchodu s rýží.
Roku 1645 zde byl čchingskými vojáky zajmut Chung-kuang, císař dynastie Jižní Ming. Roku 1876 se město stalo jedním z otevřených přístavů, což pomohlo jeho ekonomickému rozvoji. Obchod s rýží, dřevem a čajem kvetl ve městě dokud nepřišla občanská válka ve 20. a 30. letech 20. století.
Významný rozvoj průmyslu začal ve Wu-chu po druhé světové válce, byly budovány závody textilního, papírenského a automobilového průmyslu. Přesto Wu-chu v průmyslové výrobě zaostávalo za sousedními prefekturními městy Ma-an-šan a Tchung-ling a je stále především centrem obchodu s rýží, hedvábím, bavlnou, čajem, pšenicí a vejci.

## Administrativní členění

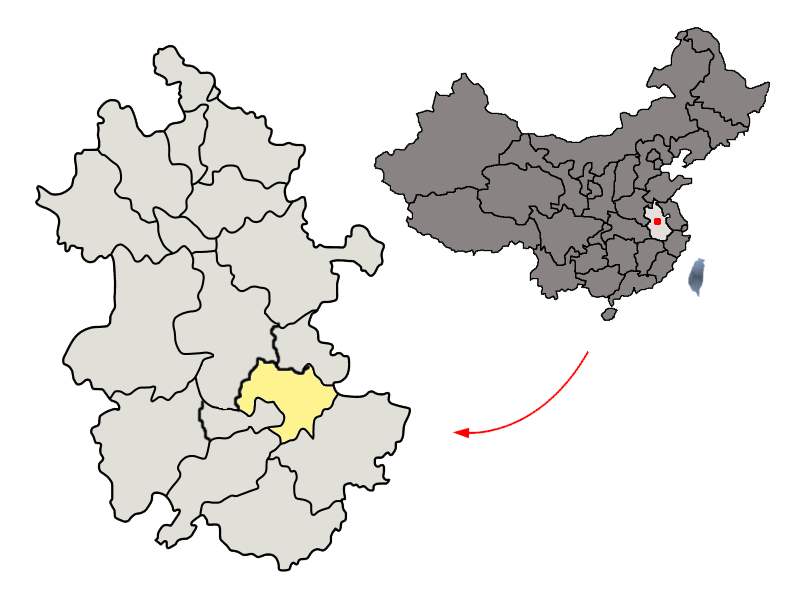
Poloha prefektury Wuchu v provincii An-chuej

Městská prefektura Wu-chu se člení na sedm celků okresní úrovně, a sice pět městských obvodů, jeden městský okres a jeden okres.
| Ťing-chu I-ťiang Ťiou-ťiang Wan-č’ Fan-čchang městský okres · Wu-wej okres · Nan-ling |        |                       |                    |                                  |
| Název                                                                                 | Název  | Počet obyvatel (2020) | Rozloha km² (2020) | Hustota zalidnění (obyv. na km²) |
| český přepis                                                                          | znaky  | Počet obyvatel (2020) | Rozloha km² (2020) | Hustota zalidnění (obyv. na km²) |
| Městské obvody                                                                        |        |                       |                    |                                  |
| Ťing-chu                                                                              | 镜湖区 | 478 658               | 117                | 4 110                            |
| I-ťiang                                                                               | 弋江区 | 422 620               | 170                | 2 483                            |
| Ťiou-ťiang                                                                            | 鸠江区 | 721 521               | 886                | 814                              |
| Wan-č’                                                                                | 湾沚区 | 344 016               | 647                | 532                              |
| Fan-čchang                                                                            | 繁昌区 | 243 907               | 589                | 414                              |
| Městský okres                                                                         |        |                       |                    |                                  |
| Wu-wej                                                                                | 无为市 | 817 997               | 1 997              | 409                              |
| Okresy                                                                                |        |                       |                    |                                  |
| Nan-ling                                                                              | 南陵县 | 431 148               | 1 266              | 341                              |
|                                                                                       |        |                       |                    |                                  |
| Celkem                                                                                | Celkem | 3 644 420             | 6 011              | 606                              |

## Partnerská města
- Kóči, Japonsko
- Pavia, Itálie
- Torrejón de Ardoz, Španělsko
- West Covina, Kalifornie, USA